# Basar
För andra betydelser, se Basar (olika betydelser).

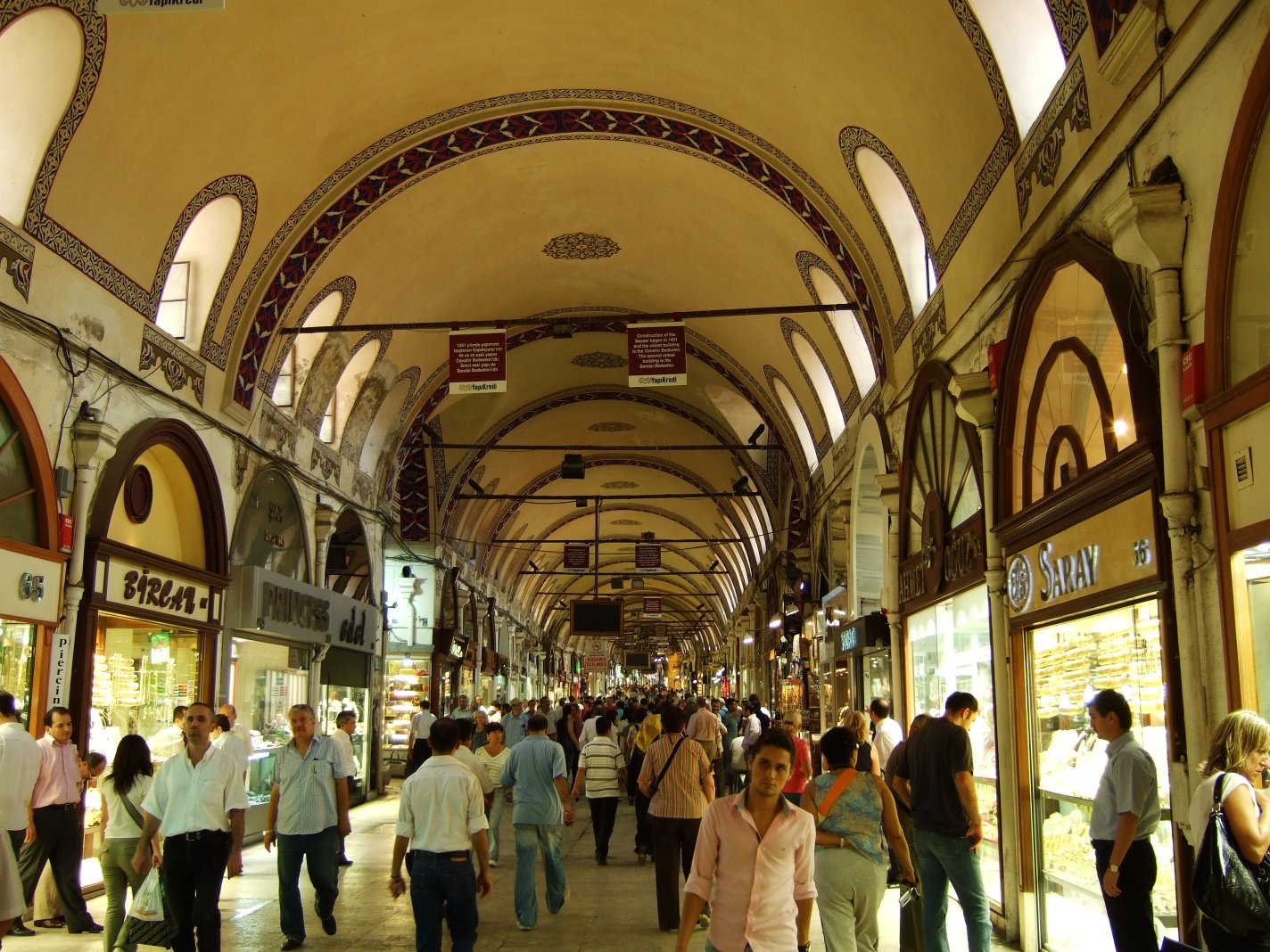
Stora basaren i Istanbul.

Basar, eller bazaar (persiska: بازار, turkiska: pazar, kurdiska:بازار ; bazaar, grekiska: παζάρι [pazari]), är ett område för handel eller en gata med affärer där varor och tjänster utbyts eller säljs. Termen används ibland också för att referera till de ”nätverk av handelsmän, bankirer och hantverkare” som arbetar inom detta område. Ordet kommer ursprungligen från det persiska ordet bāzār, vars etymologi går tillbaka till det medelpersiska ordet baha-char (بهاچار), med betydelsen ”prisernas plats”. Även om den nuvarande meningen tros ha sitt ursprung i Persien har ordet numera spritts och är accepterat i många andra språk runt om i världen.
I andra delar av världen kan termen användas ungefär synonymt med loppmarknad med inriktning på välgörenhet, oftast organiserad av en kyrka eller annan organisation, där donerade och begagnade varor såsom böcker, kläder och hushållsvaror säljs till låga priser.